# Papalote Cuernavaca

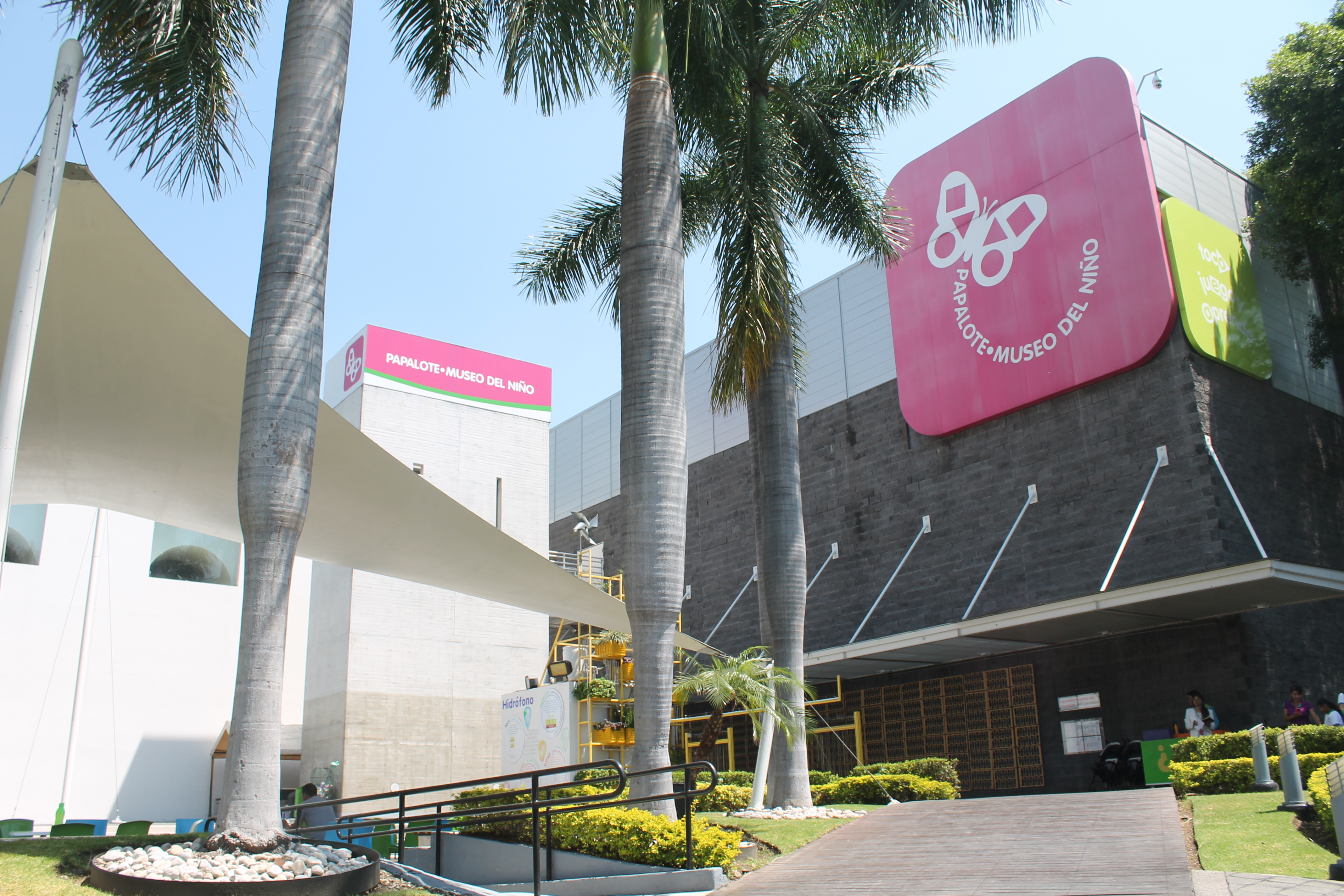

Papalote Museo del Niño Cuernavaca o PAPALOTE Cuernavaca es una de las 3 sedes del sistema PAPALOTE (Chapultepec CDMX- 1993, Cuernavaca – 2008 y Monterrey - 2018). Abrió sus puertas para ofrecer a las familias del Estado de Morelos un espacio de convivencia seguro que les permita fortalecer sus lazos afectivos y aprender a través del juego.
Este proyecto cultural ha sido apoyado desde su creación por Costco México, empresa que además de contribuir con el inmueble de más de 3,000 m² que ocupa el Museo, aporta los recursos financieros para su operación anual. Por su parte, Papalote Museo del Niño es responsable del contenido educativo, su desarrollo y operación.
Cuenta con más de 40 exhibiciones permanentes que estimulan la imaginación y la creatividad de las niñas y los niños, y constantemente renueva sus talleres y exposiciones temporales para hacer de cada visita una experiencia diferente.
Las exhibiciones más queridas por las familias que lo visitan son Burbujas, Qué pasaría si no pudieras ver, la cama de clavos en el cuarto de Van Gogh, el Capullo, la Pared de clavos y la Zona para pequeños (de 0 a 3 años). Cada año recibe la visita de aproximadamente 100,000 personas. En abril de 2019 recibió a su visitante 1 millón.
.

## Historia
PAPALOTE Cuernavaca fue la primera sede de Papalote Museo del Niño fuera de la Ciudad de México y se inauguró el 17 de diciembre de 2008. El edificio en donde se ubica fue diseñado por el arquitecto mexicano Alejandro Bernardi para convertirse en el Museo Muros, iniciativa de Costco México, que albergó de 2004 a 2008, la Colección de Arte Moderno y Contemporáneo, Jacques y Natasha Gelman [1].
El predio que actualmente ocupa el Museo formó parte del famoso hotel Casino de la Selva [2] de Cuernavaca. La sala de exposiciones temporales se encuentra en el espacio que antiguamente ocupó el Salón de juegos del Casino y posteriormente el restaurante del hotel. En este espacio todavía se pueden admirar los murales del español Josep Renau y del mexicano Jesús Reyes Meza. 
Las exhibiciones con las que PAPALOTE Cuernavaca inauguró fueron creadas por artistas como Salvador Izquierdo (México), Remo Saraceni (Italia), Jorge Valdés (Cuba) y Roto Studio (Estados Unidos), entre otros. La primera exposición temporal fue de 120 marionetas de la colección del artista Alberto Mejía Barón “Alfín”, reconocido titiritero, quien prestó sus piezas para el nuevo recinto [3].

## Programas de responsabilidad social
Como parte de su compromiso con la infancia, Papalote Museo del Niño Cuernavaca, cuenta con dos programas de responsabilidad social, patrocinados por Costco México: PAPALOTE para TODOS y PAPALOTE y tu colonia. El primero de estos programas permite que anualmente 30,000 niñas y niños de escasos recursos del Estado de Morelos tengan la oportunidad de visitar gratuitamente el Museo. El segundo, da la posibilidad a niñas y niños de colonias vulnerables de la ciudad de Cuernavaca de convivir y aprender a través de divertidos talleres culturales que fomentan la cultura de paz.

## Los Cuates
Son los guías educativos de PAPALOTE. La mayoría son jóvenes estudiantes de carreras universitarias que hacen su servicio social o prácticas profesionales en el Museo. La labor que realizan consiste principalmente en generar un diálogo que permita a los visitantes establecer una conexión profunda entre lo que Museo quiere comunicarles y sus propios conocimientos y experiencias.